# Лаутман, Дов
Дов Лаутман (ивр. דב לאוטמן‎; 29 февраля 1936, Тель-Авив — 23 ноября 2013) — израильский промышленник и общественный деятель. Основатель и председатель совета директоров, а позже президент международной компании по производству нижнего белья «Дельта Галиль», председатель Союза промышленников Израиля (1986—1993), инициатор ряда проектов по развитию образования и еврейско-арабского сосуществования, лауреат Премии Израиля (2007).

## Биография
Дов Лаутман родился в 1936 году в Тель-Авиве. Его родители владели магазином писчебумажных принадлежностей (при котором позже была открыта фабрика), и он работал в этом магазине с детства в перерывах между занятиями. Последние школьные годы Лаутман провёл в сельскохозяйственной школе-интернате в Пардес-Хане. По окончании школы он проходил срочную военную службу в инженерных войсках Армии обороны Израиля, где окончил офицерские курсы и участвовал в Синайской кампании 1956 года. Позже, как резервист, Лаутман также примет участие в Шестидневной войне и войне Судного дня.
После увольнения из армии Лаутман отправился в США, где окончил Массачусетский технологический институт по специальности «общее машиностроение». Некоторое время после этого он работал менеджером по производству на заводе щёток в Лонг-Айленде, вернувшись в Израиль через два года. В Израиле Лаутман познакомился с Гершоном Розовым — владельцем текстильной фабрики «Сабрина» — и в 27 лет был назначен генеральным менеджером этого предприятия. В 1967 году Лаутман свёл Розова с инвестором из Франции, и результатом этой встречи стало открытие в Кирьят-Шмоне новой фабрики «Гибор», директором которой снова стал Лаутман. Новая фабрика быстро стала крупнейшим предприятием Кирьят-Шмоны, и в окрестных арабских и друзских деревнях открылись связанные с ней мастерские — по словам Лаутмана, первые мастерские в этом секторе, оснащённые современным оборудованием.
Через восемь лет, в 1975 году, Лаутман расстался с «Гибором», открыв в Кармиэле фабрику «Дельта» по производству нижнего белья. Фирма, на которой вначале было несколько сотен рабочих, выросла в одно из ведущих предприятий мировой текстильной промышленности, число работников которого через 30 лет доходило до 13 тысяч, а годовой оборот превышал 700 млн долларов. Лаутман связывал успех «Дельты» с постоянными усилиями по модернизации, называя её одной из самых современных фирм в текстильной отрасли. Среди зарубежных филиалов «Дельты» — предприятия в Иордании и Египте, что позволило называть компанию «мостом к миру». Лаутман стоял во главе компании до 2007 года, после чего продал активы, оставив себе 10 % акций.
С 1975 года Лаутман также занимал пост председателя трудовой комиссии Союза промышленников Израиля, оставаясь на нём в течение 11 лет. В 1986 году он был избран президентом этой организации; его каденция в этой должности длилась семь лет — до 1993 года. После завершения работы в Союзе промышленников Лаутман принял предложение тогдашнего премьер-министра Израиля, Ицхака Рабина, став его особым посланником по экономическому развитию и привлечению инвестиций из-за рубежа. С 2001 по 2009 год Лаутман возглавлял совет директоров Тель-Авивского университета.
После убийства Рабина в 1995 году Лаутман стал уделять внимание просветительской и общественной деятельности, пропагандируя идею мирного еврейско-арабского сосуществования. С его помощью была создана организация «Дор-шалом» («Поколение мира»), а позже ещё несколько организаций по работе с молодёжью. Целью просветительских организаций Лаутмана была, среди прочего, помощь слабым слоям населения в получении образования и подготовка подростков из этих слоёв к полноценной службе в Армии обороны Израиля. Основанный Лаутманом в 2008 году именной фонд, спонсирующий эти организации, перечисляет им примерно 1,5 миллиона долларов в год, или порядка 2 % личного капитала основателя. Он также лоббировалл принятие закона об ответственности государства за образование. В 2007 году Лаутман был удостоен Премии Израиля за вклад в развитие государства и общества и в этом же году был произведён в офицеры ордена Британской империи.
В 2003 году у Дова Лаутмана была диагностирована болезнь Лу Герига, в ходе которой происходит постепенная атрофия мышц. Он умер через десять лет, в ноябре 2013 года.